# Dark Command
 Dark command és una pel·lícula estatunidenca dirigida per Raoul Walsh, estrenada el 1940.

## Argument
A la ciutat de Lawrence a Kansas, poc abans de la Guerra de secessió, William Cantrell, un instituteur, somia amb poder. El texà Bob Seton s'oposarà a la seva ambició.

## Repartiment
- John Wayne: Bob Seton
- Claire Trevor: Miss Mary Mc Cloud
- Walter Pidgeon: William Cantrell
- Roy Rogers: Fletcher Mc Cloud
- George "Gabby" Hayes: Andrew "Doc" Grunch
- Porter Hall: Angus Mc Cloud
- Marjorie Main: Mrs Cantrell
- Raymond Walburn: Juge Buckner
- Joe Sawyer: Bushropp
- Helen MacKellar: Mrs Hale
- J. Farrell MacDonald: Dave
- Trevor Bardette: Mr Hale

## Premis i nominacions
Nominacions
- Oscar a la millor banda sonora per Victor Young
- Oscar a la millor direcció artística per John Victor Mackay